# بارش شهابی پی‌کشتیدمی
بارش شهابی پی‌کشتیدمی بارشی شهابی است که هرساله در اوایل اردیبهشت به اوج خود می رسد و ناشی از عبور زمین از مدار یک دنباله دار است. این بارش چندان چشمگیر نیست. معمولاً شهاب‌های این بارش با بارش شهابی شلیاقی هم‌زمان می‌شوند. نورباران این بارش در صورت فلکی کشتیدم قرار دارد.